# Kabaköy, Gümüşhane
Kabaköy là một xã thuộc thành phố Gümüşhane, tỉnh Gümüşhane, Thổ Nhĩ Kỳ.